# Oxygène
Oxygène je album instrumentalne elektronske glasbe francoskega skladatelja Jean Michel Jarrea. Izšel je leta 1976 pod okriljem založbe Disques Dreyfus. Jarre je album posnel na svojem domu z uporabo različnih analognih sintetizatorjev in drugih elektronskih glasbil in učinkov. Po izidu je kmalu postal prodajna uspešnica in je izredno vplival na razvoj elektronske glasbe. Opisali so ga kot album, ki je »vodil sintetizatorsko revolucijo sedemdesetih let«.
Za pesmi na tem albumu je značilno da nimajo imen, ampak so označene kar po številkah oziroma po delih.

## Seznam pesmi
1. "Oxygène (Part I)" – 7:40
2. "Oxygène (Part II)" – 8:04
3. "Oxygène (Part III)" – 2:58
4. "Oxygène (Part IV)" – 4:07, najbolj znana in popularna skladba s tega albuma
5. "Oxygène (Part V)" – 10:31
6. "Oxygène (Part VI)" – 6:19